# Хунебостранд
Хунебостранд (на шведски: Hunnebostrand) е малък град в югозападната част на Швеция, лен Вестра Йоталанд, община Сутенес. Разположен е на брега на пролива Категат. Намира се на около 400 km на югозапад от столицата Стокхолм и на около 90 km на северозапад от центъра на лена Гьотеборг. Има малко пристанище. Населението на града е 1731 жители според данни от преброяването през 2010 г.